# Kringa
Kringa (olaszul: Corridico) falu Horvátországban, Isztria megyében. Közigazgatásilag Tinjanhoz tartozik.

## Fekvése
Az Isztria középső részén, Pazintól 15 km-re délnyugatra, községközpontjától 5 km-re délre, a mély és termékeny Draga (Lim-völgy) feletti sziklás fennsíkon fekszik. A község második legnagyobb települése.

## Története
A régészeti leletek tanúsága szerint itt már a kőkorszakban is éltek emberek, melynek kétségtelen bizonyítékai az itt talált szokatlan, de művészileg teljesen kidolgozott idolok. Kringa helyén már a vaskorban erődítmény állt, melyet később a rómaiak is megerősítettek. A Korona és Podkorona nevű dombokon a régészeti feltárások során több ókori feliratos töredék, sírkőlap és egy bronz Vénusz szobrocska is előkerült. A falu régi házaiba számos ókori feliratos kő van beépítve. Kringa első írásos említése 1102-ben „Curitico” illetve „Coriticum” alakban történt. A középkorban 1012-től az aquileiai pátriárkához, majd később a poreči püspökséghez, a 12. század végétől pedig a pazini grófsághoz tartozott. 1374-ben Habsburg birtok lett és a 20. századig az is maradt. Valvasor 17. századi rajza alapján a települést egykor védőfalakkal vették körbe, de ezeknek mára nyoma sem maradt. A településnek 1857-ben 815, 1910-ben 713 lakosa volt. Az első világháború után a rapallói szerződés értelmében Isztria az Olasz Királysághoz került. A második világháború után Jugoszlávia része lett. Jugoszlávia felbomlása után 1991-ben a független Horvátország része lett. 2011-ben a falunak 315 lakosa volt. Lakói hagyományosan mezőgazdasággal (szőlő, gabona, zöldség, gyümölcs) és állattenyésztéssel foglalkoznak.

## Nevezetességei
- Szent Péter és Pál apostolok tiszteletére szentelt plébániatemploma[2] 1787-ben épült. 1882-ben és 1982-ben renoválták. Egyhajós épület két oldalkápolnával és sekrestyével. Orgonáját 1912-ben építették. A templomnak öt oltára van, melyek közül a főoltár tiszta márványból készült. A homlokzatán középen Szűz Mária, két oldalán a két védőszent Szent Péter és Szent Pál szobrai állnak. 1888-ban épített különálló harangtornya 31 méter magas. A templom előtti téren ciszterna és két 1882-ben épített kávás kút látható.
- A temetőben álló Szent Anna templom 1558-ban épült. Egyetlen kőből és fából készített oltára van, rajta Szent Anna szobrával. A homlokzat felett álló kis nyitott fülkés harangtornyában egy harang látható.
- Szent Katalin tiszteletére szentelt temploma a 16. században épült. Egy fából faragott oltára van Szent Katalin szobrával. Ezen kívül még egy mennyezetfestménye említésre méltó.
- Szent Antal tiszteletére szentelt temploma a 16. században épült. Egy Szent Antal szobor és egy mennyezetkép látható benne.
- A Kálvárián található keresztutat 1876-ban építették.
- A falu ma egykori vámpírjáról Jura Grandoról a leghíresebb. A róla szóló furcsa eseményekről, melyek 1672-ben történtek Johann Weichard von Valvasor számol be a Krajnáról szóló "Die Ehre des Herzogthums Crain" című 1689-ben megjelent művében. Jura Grando tizenhat évvel korábban meghalt és eltemették, de a helyiek közül ezután is többen látták, hogy végigmegy a falun és kopogtat a házak ajtaján. Az egyik házban ahol Grando kísértete megjelent valaki hirtelen meghalt. Erre a helyiek elhatározták, hogy csoportosan lámpásokkal és kereszttel a temetőbe mennek, Grando testét kiássák és szívét karóval átdöfik. Amikor azonban a testet kiásták, döbbenten látták, hogy arca kipirult. Erre riadtan szétfutottak, de a prefektus újra összeterelte őket és a keresztet a sír fölé tartva ördögűző szavakat mondtak. Ezután megpróbálták a testet átdöfni, de az túl keménynek bizonyult. Végül egy baltával lefejezték, mire a sír csupa vér lett. Ezután a sírt visszatemették és a kísértések megszűntek.

## Lakosság
| Lakosság változása | Lakosság változása | Lakosság változása | Lakosság változása | Lakosság változása | Lakosság változása | Lakosság változása | Lakosság változása | Lakosság változása | Lakosság változása | Lakosság változása | Lakosság változása | Lakosság változása | Lakosság változása | Lakosság változása | Lakosság változása |
| ------------------ | ------------------ | ------------------ | ------------------ | ------------------ | ------------------ | ------------------ | ------------------ | ------------------ | ------------------ | ------------------ | ------------------ | ------------------ | ------------------ | ------------------ | ------------------ |
| 1857               | 1869               | 1880               | 1890               | 1900               | 1910               | 1921               | 1931               | 1948               | 1953               | 1961               | 1971               | 1981               | 1991               | 2001               | 2011               |
| 815                | 843                | 532                | 581                | 622                | 713                | 1176               | 1218               | 677                | 644                | 531                | 452                | 399                | 359                | 364                | 315                |